# Modisimus iviei
Modisimus iviei är en spindelart som beskrevs av Willis J. Gertsch 1973. Modisimus iviei ingår i släktet Modisimus och familjen dallerspindlar. Inga underarter finns listade i Catalogue of Life.